# Carl Richardt
Johan Carl Richardt, född 16 november 1816 på Brede, Danmark, död 31 oktober 1887 på Frederiksberg vid Köpenhamn, var en dansk målare.
Han var son till bokbindaren Johan Joachim Richardt och Johanne Frederikke Bohse samt bror till Ferdinand Richardt. Han studerade vid Det Kongelige Danske Kunstakademi i Köpenhamn på 1830- och 1840-talen och vistades på studie- och målarresor periodvis i Norge och Sverige. Han var huvudsakligen verksam som porträttmålare men under sina studieresor utförde han en del figur och landskapsmålningar. Richardt finns representerad med porträtt i ett flertal danska museer och privata samlingar.